# Palfuria gibbosa
Palfuria gibbosa là một loài nhện trong họ Zodariidae.
Loài này thuộc chi Palfuria. Palfuria gibbosa được Roger de Lessert miêu tả năm 1936.